# Nindžató

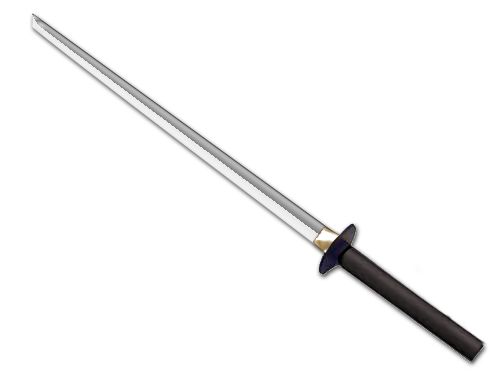
Nindžató tak, jak je v dnešní době často vyobrazováno.

Nindžató (japonsky: 忍者刀), také známé jako nindžaken nebo šinobigatana (忍刀), je označení pro meč, který používali japonští nindžové. Podle knihy Ninjutsu History and Tradition napsané Masaaki Hacumim, vůdcem Budžinkanské školy nindžucu se tyto meče vyráběly v různých tvarech a velikostech. Často ale byly mnohem kratší než tradiční katany, které používali samurajové.
Typické nindžató, které by u sebe měl nindža by pravděpodobně bylo wakizaši, nebo zkrácená katana. Nebo také čokutó vybavené rukojetí z katany a zasunuté do pochvy od katany. Tím se docílilo toho, že soupeř často špatně odhadl dobu, potřebnou k vytažení meče. Tak mohl nindža provést battódžucu úder rychleji, než by soupeř očekával. Zároveň se tak docílilo toho, že meč vypadal jako tradiční katana a zabránilo se tak odhalení nindži. Volný prostor v pochvě se také dal využít k uschování drobných předmětů, nebo vybavení. Samozřejmě délka meče také nutila jeho uživatele, aby se dostal k soupeři blíž, což mohla být nevýhoda ale i výhoda proti soupeři s tradičním mečem. Krátký meč se dá rychleji tasit než meč dlouhý a dal se tak zasadit první úder dřív. Většina odborníků se ale domnívá, že kratší meč nindžové používali proto, že se často skrývali ve stísněných prostorách. Zároveň se lépe hodí pro boj na takovýchto místech. Samuraj s dlouhým mečem by měl například v úzké chodbě proti nindžovi velkou nevýhodu.
Moderní nindžató jsou často zobrazovány jako rovné meče s hranatou záštitou neboli cubou), toto ale není historicky přesné. Podle výše zmíněné knihy od Masaaki Hacumiho měl i nindžaken lehké zakřivení.
Jedna z Budžinkanských škol nindžucu, Togakure rjú, vyučuje boj s nindžató. Typicky s meči o délce wakizaši s rukojetí katany. Hlavní výhodou těchto mečů je snadnost použití ve stísněných prostorách.